# Bioley-Orjulaz
Pour les articles homonymes, voir Bioley.
Bioley-Orjulaz est une localité de la commune d’Assens située dans le district du Gros-de-Vaud. La localité est peuplée de 520 habitants en 2022. Son territoire, d'une surface de 310 hectares, bien que situé à quelques kilomètres de Lausanne se situe dans la région du Gros-de-Vaud. À l’ouest, se trouve la zone industrielle de la Vuagire comportant un nombre significatif d’entreprises, dont le siège social du groupe Orllati.

## Géographie
Jusqu'à sa dissolution, la commune faisait partie du district d'Échallens. Depuis le 1er janvier 2008, elle fait partie du nouveau district du Gros-de-Vaud. Elle a des frontières communes avec Saint-Barthélemy (VD), Assens, Étagnières, Boussens et Bettens.
Le territoire communal se trouve sur le plateau suisse, dans la région légèrement vallonnée du Gros-de-Vaud. À l'ouest de la commune se dresse la colline de Bioley-Orjulaz qui, avec 621 mètres d'altitude, en est le point culminant. À l'est s'étend dans la large vallée, du ruisseau de la Mortigue, affluent du Talent. La limite communale avec Assens est marquée par le Bullet. À l'extrême nord, la frontière communale est marquée par le mont Tessin (à 604 mètres), alors que la partie sud de la commune est occupée par la forêt des bois d'Orjulaz.
En plus du village de Bioley-Orjulaz, la commune compte un quartier résidentiel situé sur le versant sud de la colline du village, ainsi qu'une zone industrielle située à l'ouest du village et englobant la colline au bord de la gravière.

## Histoire
La première mention écrite du village remonte à 1516 sous le nom de Biolley orjeux qui vient de la forêt d'Orjulaz (appelée au XIIe siècle Oriola) située sur le territoire de la commune et dont l'usage est donné au Moyen Âge à l'abbaye du Lac de Joux.
La commune fait partie du bailliage commun d'Orbe et Échallens du XVe siècle jusqu'en 1798. Pendant la période de la République helvétique, elle est incluse dans le canton du Léman avant de rejoindre le canton de Vaud à sa création lors de la mise en application de l'acte de médiation.
À partir de mai 2006, une ancienne décharge située sur le territoire de la commune et contenant des fûts de résidus en provenance de l'ancienne usine à gaz de Vevey (brais de houille) est assainie. Les travaux, atteignant 5,4 millions de francs dont 40 % sont pris en charge par la Confédération (et le reste par le canton de Vaud), durent plus d'une année.
Le 1er juillet 2021, la commune de Bioley-Orjulaz a fusionné avec la commune d'Assens.

## Population

### Surnom
Les habitants de la commune sont surnommés les Pète-Petit-Lait (lè Pètà-Lâitià en patois vaudois) en raison de la forte odeur que dégageait la laiterie du village.

### Démographie
Bioley-Orjulaz compte 520 habitants en 2022. Sa densité de population atteint 167 hab./km2.
En 2000, la population de Bioley-Orjulaz est composée de 147 hommes (51 %) et 141 femmes (49 %). La langue la plus parlée est le français, avec 270 personnes (93.1 %). La deuxième langue est l'allemand (7 ou 2,4 %). Il y a 256 personnes suisses (88,3 %) et 34 personnes étrangères (11,7 %). Sur le plan religieux, la communauté protestante est la plus importante avec 157 personnes (54,1 %), suivie des catholiques (90 ou 31 %). 17 personnes (5,9 %) n'ont aucune appartenance religieuse.
La population de Bioley-Orjulaz est de 245 habitants en 1850. De 239 en 1888, le nombre d'habitants descend à 160 en 1960. Il remonte fortement depuis et atteint 288 en 2000 avant une augmentation de 57 % en 10 ans pour atteindre 452 en 2010. Le graphique suivant résume l'évolution de la population de Bioley-Orjulaz entre 1850 et 2010 :

Le 1er juillet 2021, les communes de Bioley-Orjulaz et d’Assens fusionnent portant le nombre d’habitants des trois localités à un peu plus de 1700.

## Politique
Lors des élections fédérales suisses de 2011, la commune a voté à 33,48 % pour l'Union démocratique du centre. Les deux partis suivants furent le Parti libéral-radical avec 20,96 % et le Parti démocrate-chrétien avec 13,63 % des suffrages.
Lors des élections cantonales au Grand Conseil de mars 2011, les habitants de la commune ont voté pour l'Union démocratique du centre à 30,52 %, le Parti libéral-radical à 26,77 %, l'Alliance du centre à 18,34 %, les Verts à 13,79 % et le Parti socialiste à 10,58 %.	
Sur le plan communal, Bioley-Orjulaz est dirigée par une municipalité formée de cinq membres et dirigée par un syndic pour l'exécutif et un Conseil général dirigé par un président et secondé par un secrétaire pour le législatif.

## Économie
Jusqu'à la seconde moitié du XXe siècle, l'économie locale était principalement tournée vers l'agriculture et l'arboriculture fruitière qui ne représentent plus aujourd'hui qu'une part mineure dans l'emploi local. À l'ouest du village se trouve une grande fosse de gravier, exploitée depuis le XIXe siècle. Depuis les années 1970, de nombreuses nouvelles entreprises se sont créées, actives en particulier dans les transports, la construction et la transformation du bois. Pendant ces dernières décennies, le village s'est considérablement modifié avec la création de nouvelles zones résidentielles habitées par des personnes travaillant principalement dans la région lausannoise.

## Transports
La commune est bien desservie en termes de circulation. Les autoroutes Cossonay et La Sarraz sur l'A1 (Lausanne-Yverdon), ouverte en 1981, sont à environ 4 km du village. Au niveau des transports en commun, Bioley-Orjulaz fait partie de la communauté tarifaire vaudoise Mobilis. Le bus CarPostal reliant Échallens à Cheseaux-sur-Lausanne s'arrête dans le village . La ligne du Chemin de fer Lausanne-Échallens-Bercher passe dans la commune. Le village est également desservi par les bus sur appel Publicar, qui sont aussi un service de CarPostal.

## Sources
- (de) Cet article est partiellement ou en totalité issu de l’article de Wikipédia en allemand intitulé « Bioley-Orjulaz » (voir la liste des auteurs).
- « Bioley-Orjulaz » dans le Dictionnaire historique de la Suisse en ligne.
- Fonds : Confrérie réformée de Bioley-Orjulaz (1781-1928) [0.10 ml: 5 registres et 2 pièces]. Collection : Archives privées; Cote : CH-000053-1 P Confrérie réformée de Bioley-Orjulaz. Archives cantonales vaudoises (présentation en ligne).